# アチェルノ
アチェルノ（伊: Acerno）は、イタリア共和国カンパニア州サレルノ県にある、人口約2,700人の基礎自治体（コムーネ）。

## 地理

### 位置・広がり

#### 隣接コムーネ
隣接するコムーネは以下の通り。括弧内のAVはアヴェッリーノ県所属を示す。
- バニョーリ・イルピーノ (AV)
- カラブリット (AV)
- カンパーニャ
- ジッフォーニ・ヴァッレ・ピアーナ
- モンテコルヴィーノ・ロヴェッラ
- モンテッラ (AV)
- オレーヴァノ・スル・トゥシャーノ
- セネルキア (AV)